# Salix tetrasperma
Salix tetrasperma là một loài thực vật có hoa trong họ Liễu. Loài này được Roxb. miêu tả khoa học đầu tiên năm 1795.

## Hình ảnh

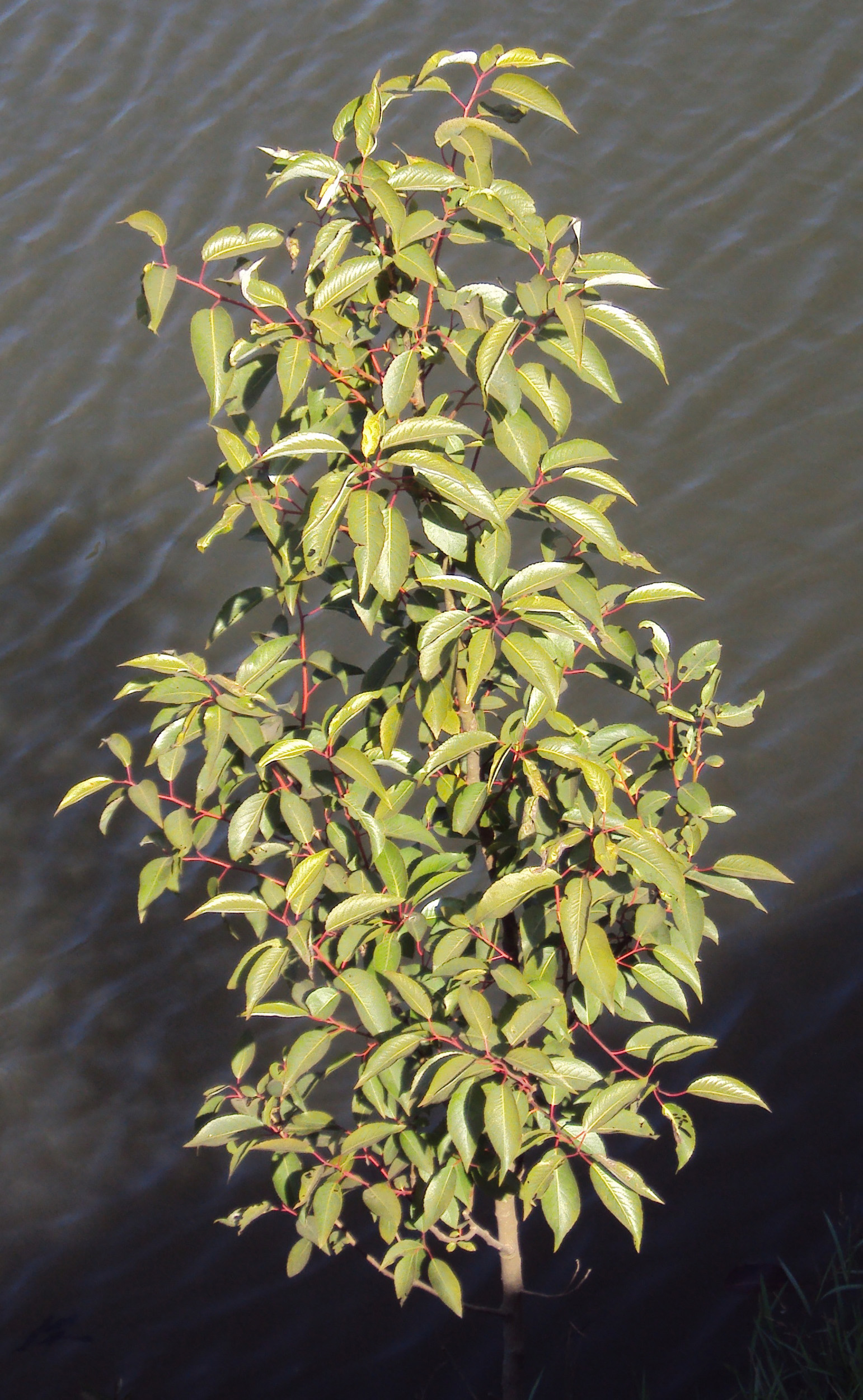
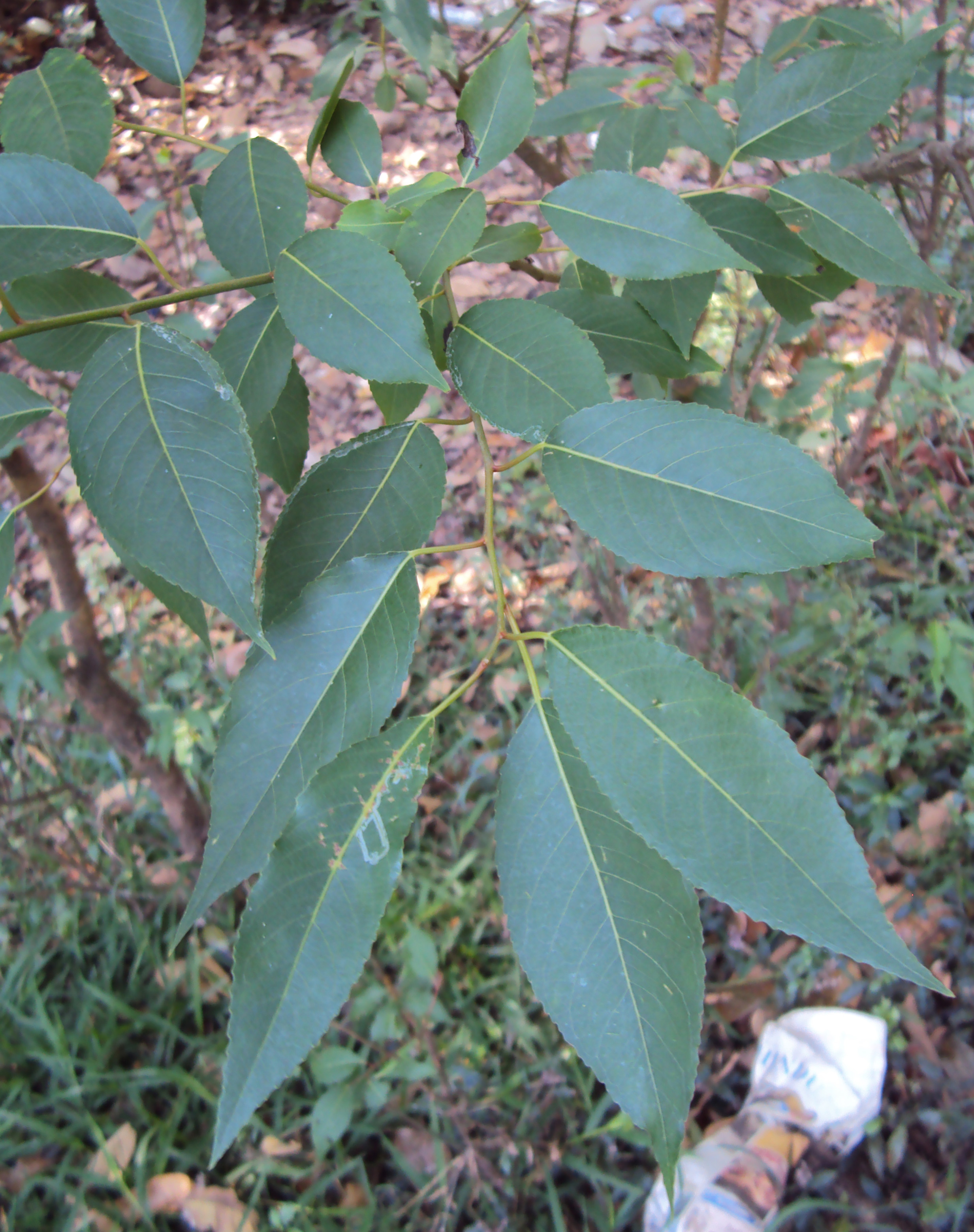
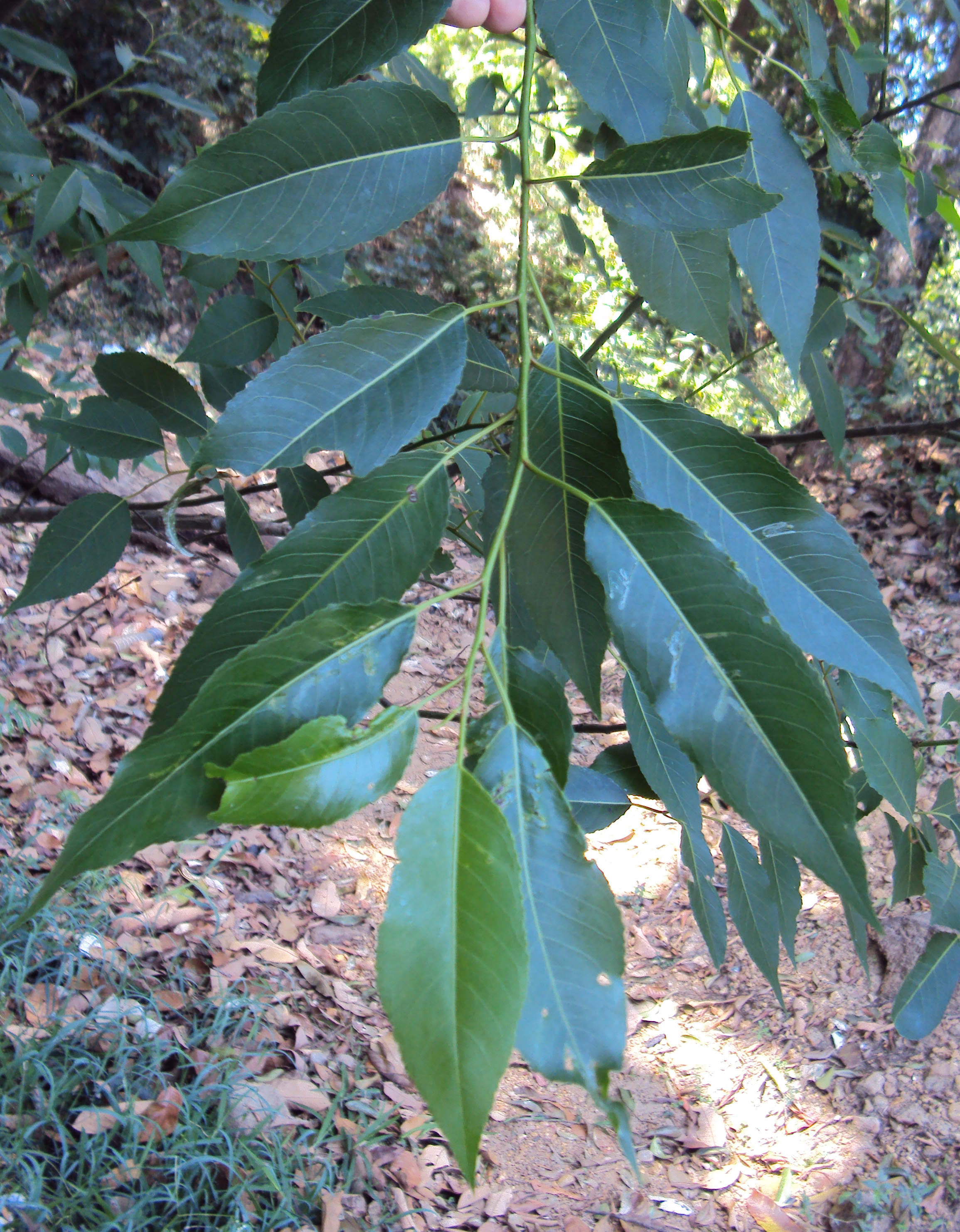
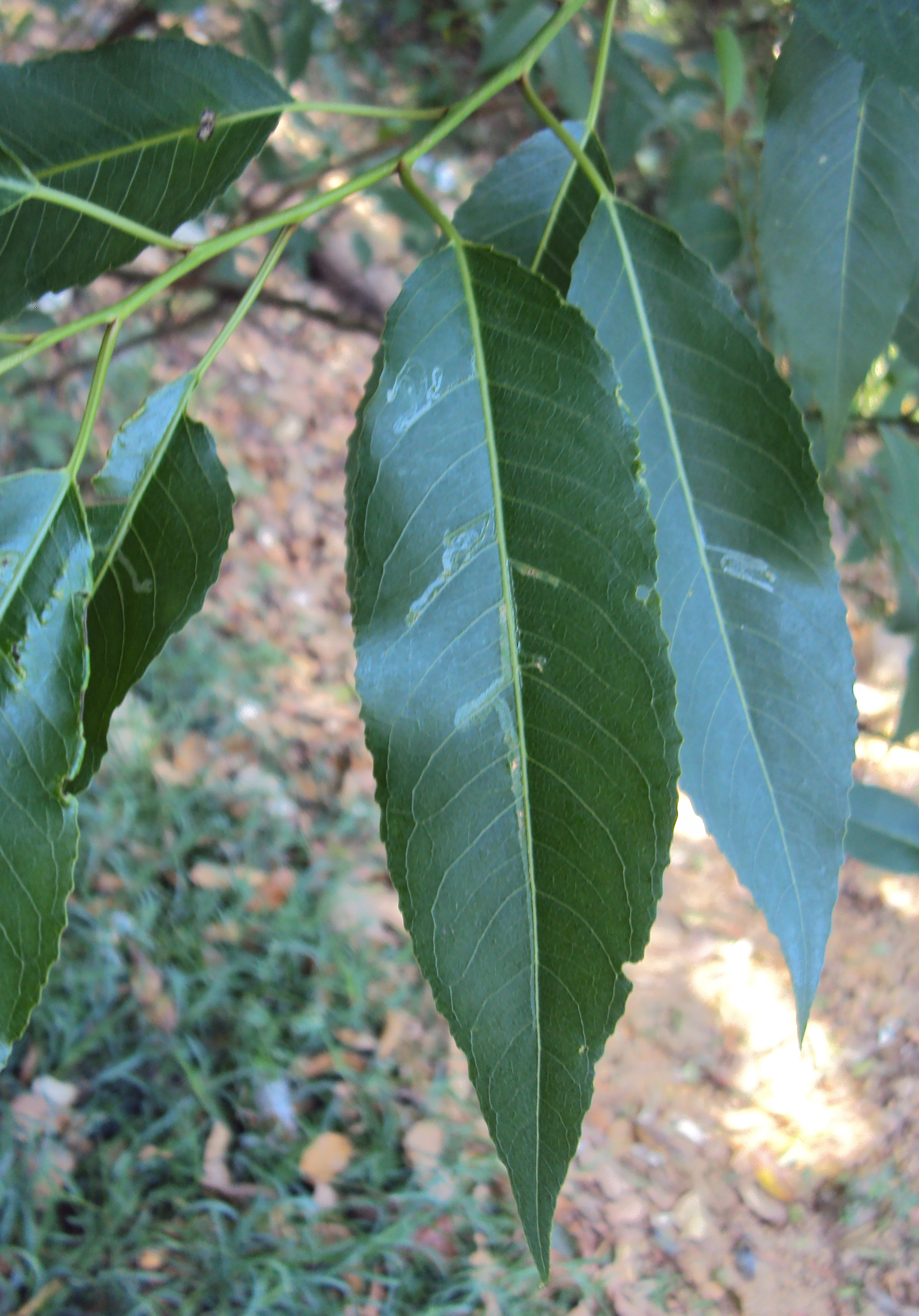